# Полемон Іліонський
Полемон (дав.-гр. Πολέμων) — давньогрецький філософ-стоїк, періегет 2 століття до н. е. В літературі згадується під іменами Полемон Іліонський, або Полемон Афінський.

## Біографічні відомості
Син Мілесія, грецький історик, народився в Іліоні, на острові Самос або в Сікіоні, і жив у першій половині ІІ століття до н. е. За напрямком своєї наукової діяльності він належав до числа александрійських вчених; в 202-181 роках жив і працював в Александрії Єгипетській, на запрошення Птолемея Епіфана.
В області періегетичної літератури він перший створив серйозні праці і поставив цей новий літературний стиль на ступінь одного з найважливіших і поширених в олександрійську епоху. З цією метою він об'їхав всю Грецію, Передню Азію, Сицилію та Італію, записуючи всі географічні, історичні та інші пам'ятки, збираючи епіграфічні та інші антикварні матеріали, які мали відношення до мистецтва, літератури, історії і т. д.
Особливо докладно він вивчив у антикварному відношенні свою батьківщину — Іліон. Головні його періегетичні праці: опис Іліона, опис Афінського акрополя (зокрема Полемону належить перший каталог афінської Пінакотеки.) і Священної дороги з Афін до Елефсін, дослідження сікіонської картинної колонади, лакедемонійських релігійних дарунків, фіванських гераклій тощо.
До області історії відносяться розповіді про заснування міст (так звані χτίσεϊς), присвячені фокідським, понтійським, італійським і сицилійським містам. Крім того, в давнину були відомі полемічні твори (áντιγραφαί) Πолемона проти Тімея, Ератосфена, Александрида, Адея і Антігона, дослідження про дива, збірники написів та інше.
Твори Полемона користувалися в давнину великим поширенням і повагою і якщо дійшли до нас тільки в уривках, то лише внаслідок неприхильності пізньої грецької літератури до подібного творів і збірників.